# Daniel Arcucci
Daniel Andrés Alfredo Arcucci (Puan, 13 De abril de 1963) es un periodista,.
Actualmente es columnista del programa F90, por ESPN.

## Biografía
En 1982, inició sus estudios en la Escuela de Periodismo Deportivo del Círculo de Periodistas Deportivos. Durante años, trabajó para la revista El Gráfico, de Buenos Aires. Entrevistó a Diego Maradona en gran cantidad de ocasiones para esta publicación. Gracias a ello pudo publicar el libro Conocer al Diego, basado en la vida del futbolista bonaerense.

## Trayectoria
Desde 1997 hasta 2018 fue secretario de redacción del diario La Nación de Buenos Aires, donde fue el número 1 de la sección deportiva.
En 2007, la Fundación Konex le otorgó el Premio Konex de platino al periodismo deportivo escrito.
Durante el 2016 participó de las transmisiones de Fútbol Para Todos, a través de Canal 13.
En 2019, condujo un programa deportivo junto a Enrique Macaya Márquez y Alejandra Martínez en Aquí está el fútbol por Canal 9.

### Programas de Televisión
- 90 Minutos de Fútbol (2007-2020)
- La Llave del Gol (2016-2018)
- ESPN F90 (2020-presente)